# アジア太平洋スターアワード
アジア太平洋スターアワード（APAN Star Awards、朝: 아시아태평양 스타 어워즈）は、大韓民国のテレビにおいて卓越した人物・作品、ならびに韓流に貢献した人物に対して贈られる賞である。韓国芸能マネジメント協会が主催している。受賞候補者は、3大放送ネットワーク（KBS、MBC、SBS）とケーブルチャンネル（tvN、JTBC、OCN、MBN、朝鮮放送）で放送された韓国ドラマから選出される。
第1回は「K-ドラマスターアワード（K-Drama Star Awards）」、第2回から第4回までは「APANスターアワード（APAN Star Awards）」、第5回からはハングル公式名称を「アジア太平洋スターアワード」、英文公式名称を「APAN Star Awards」として開催している。

## 主な受賞部門・人数
- 大賞（대상）- その年最も優秀な俳優または女優1名に授与。
- 最優秀演技賞（최우수연기상）- 各部門ごとに男女各1名に授与。
- 優秀演技賞（우수연기상）- 各部門ごとに男女各1名に授与。
- 演技賞（연기상）- 男女各1名～複数名に授与。
- 新人賞（신인상）- 男女各1名～複数名に授与。
- 人気賞（인기상）- 男女各1名～複数名に授与。
- 演出賞（연출상）
- 作家賞（작가상）[注 2]

## 歴代受賞者

### 第1回K-ドラマスターアワード
- 日時：2012年12月8日
- 場所：大田広域市 DCC大田コンベンションセンター
- 進行：キム・ビョンチャン、ユ・インナ

| 部門                 | 受賞者                             | 作品                                  | 参照   |
| -------------------- | ---------------------------------- | ------------------------------------- | ------ |
| 大賞                 | ソン・ヒョンジュ                   | 『追跡者』                            | [ 5 ]  |
| 男性最優秀演技賞     | ソン・ジュンギ                     | 『優しい男』                          | [ 6 ]  |
| 女性最優秀演技賞     | キム・ナムジュ                     | 『棚ぼたのあなた』                    | [ 5 ]  |
| 男性優秀演技賞       | ユ・ジュンサン                     | 『棚ぼたのあなた』                    | [ 5 ]  |
| 男性優秀演技賞       | キム・スヒョン                     | 『太陽を抱く月』                      | [ 5 ]  |
| 女性優秀演技賞       | ハン・ジミン                       | 『屋根部屋のプリンス』                | [ 5 ]  |
| 男性演技賞           | イ・ソンミン                       | 『ゴールデンタイム』                  | [ 5 ]  |
| 女性演技賞           | キム・ジョンナン                   | 『紳士の品格』                        | [ 5 ]  |
| ライジングスター賞   | ソ・イングク                       | 『応答せよ1997』                      | [ 7 ]  |
| ライジングスター賞   | チョン・ウンジ                     | 『応答せよ1997』                      | [ 7 ]  |
| ライジングスター賞   | オ・ヨンソ                         | 『棚ぼたのあなた』                    | [ 5 ]  |
| ライジングスター賞   | カン・ミンヒョク                   | 『棚ぼたのあなた』                    | [ 8 ]  |
| ライジングスター賞   | ユ・インナ                         | 『イニョン王妃の男』                  | [ 5 ]  |
| ライジングスター賞   | ユン・ジニ                         | 『紳士の品格』                        | [ 9 ]  |
| ライジングスター賞   | キム・ヒョンジュン                 | 『輝ける彼女』『あなたを愛してます』  | [ 10 ] |
| ベスト悪役賞         | ユン・ヨンヒョン                   | 『ジャイアント』他                    | [ 11 ] |
| コミック演技賞       | アン・ソクファン                   | 『ファミリー』                        | [ 12 ] |
| 韓流スター賞         | ジョン・ヨンファ                   |                                       | [ 13 ] |
| 最高人気賞           | ユ・ジュンサン                     | 『棚ぼたのあなた』                    | [ 11 ] |
| ファッショニスタ賞   | コ・セウォン                       |                                       | [ 9 ]  |
| ファッショニスタ賞   | チョン・ヘビン                     |                                       | [ 9 ]  |
| ベストマネージャー賞 | キム・ジョンド（NAMOO ACTORS代表） |                                       | [ 12 ] |
| アクションスタント賞 | 『カクシタル』チーム               |                                       | [ 11 ] |
| 作家賞               | パク・ジウン                       | 『棚ぼたのあなた』                    | [ 11 ] |
| 監督賞               | チョ・ナムグク                     | 『追跡者』                            | [ 11 ] |
| ベストOST賞          | ソ・イングク＆チョン・ウンジ       | 『All For You』（『応答せよ1997』OST) | [ 7 ]  |
| 子役賞               | キム・ソヒョン                     | 『太陽を抱く月』                      | [ 14 ] |
| 子役賞               | キム・ユジョン                     | 『太陽を抱く月』                      | [ 14 ] |
| 子役賞               | パク・コンテ                       | 『メイクィーン』                      | [ 14 ] |
| ベストカップル賞     | ソ・イングク＆チョン・ウンジ       | 『応答せよ1997』                      | [ 7 ]  |
| 功労賞               | イ・スンジェ                       |                                       | [ 5 ]  |

### 第2回APANスターアワード
- 日時：2013年11月16日
- 場所：大田広域市 忠南大学ジョンシムファホール
- 進行：イ・フィジェ、パク・ソヨン[15]

| 部門                   | 受賞者                                           | 作品                                            | 参照   |
| ---------------------- | ------------------------------------------------ | ----------------------------------------------- | ------ |
| 大賞                   | ソン・ヘギョ                                     | 『その冬、風が吹く』                            | [ 15 ] |
| 作家賞                 | ソ・ヒョンギョン                                 | 『TWO WEEKS』                                   | [ 15 ] |
| 演出賞                 | キム・ビョンス                                   | 『ナイン～9回の時間旅行～』                     | [ 15 ] |
| 男性最優秀演技賞       | イ・ジュンギ                                     | 『TWO WEEKS』                                   | [ 15 ] |
| 女性最優秀演技賞       | イ・ボヨン                                       | 『君の声が聞こえる』                            | [ 15 ] |
| 男性優秀演技賞         | イ・ジョンソク                                   | 『ゆれながら咲く花』『君の声が聞こえる』        | [ 15 ] |
| 女性優秀演技賞         | キム・ソヨン                                     | 『TWO WEEKS』                                   | [ 15 ] |
| 男性演技賞             | チョン・ウンイン                                 | 『君の声が聞こえる』                            | [ 15 ] |
| 女性演技賞             | キム・ソンリョン                                 | 『野王〜愛と欲望の果て〜』                      | [ 15 ] |
| 男性新人賞             | チェ・ジニョク                                   | 『九家の書』                                    | [ 15 ] |
| 男性新人賞             | キム・ウビン                                     | 『ゆれながら咲く花』                            | [ 15 ] |
| 女性新人賞             | イ・ユビ                                         | 『九家の書』                                    | [ 15 ] |
| 女性新人賞             | キム・ユリ                                       | 『清潭洞アリス』『主君の太陽』                  | [ 15 ] |
| 男性子役賞             | チョン・ボグン                                   | 『女王の教室』                                  | [ 15 ] |
| 女性子役賞             | キム・ヒャンギ                                   | 『女王の教室』                                  | [ 15 ] |
| 男性人気スター賞       | チュ・ジフン                                     | 『蒼のピアニスト』                              | [ 15 ] |
| 女性人気スター賞       | オ・ヨンソ                                       | 『オ・ジャリョンが行く』                        | [ 15 ] |
| ベストカップル賞       | イ・ボヨン＆イ・ジョンソク                       | 『君の声が聞こえる』                            | [ 15 ] |
| 男性ベストドレッサー賞 | ヨン・ジョンフン                                 | 『金よ出てこい☆コンコン』                       | [ 15 ] |
| 女性ベストドレッサー賞 | ユ・イニョン                                     | 『ワンダフル・ラブ～愛の改造計画～』            | [ 15 ] |
| ベストアクション賞     | 『九家の書』チーム                               |                                                 | [ 15 ] |
| 功労賞                 | チョン・ドゥホン                                 |                                                 | [ 15 ] |
| 功労賞                 | チュ・ジャヒョン                                 |                                                 | [ 15 ] |
| ベストOST賞            | The One                                          | 『その冬、風が吹く』（『その冬、風が吹く』OST） | [ 15 ] |
| ベストマネージャー賞   | キム・ドンオプ（ウィルエンターテインメント理事） |                                                 | [ 15 ] |

### 第3回APANスターアワード
- 日時：2014年11月15日
- 場所：大田広域市 忠南大学ジョンシムファホール
- 進行：キム・ソンジュ、パク・ソヨン[16]

| 部門                            | 受賞者                                               | 作品                                         | 参照   |
| ------------------------------- | ---------------------------------------------------- | -------------------------------------------- | ------ |
| 大賞                            | チョ・インソン                                       | 『大丈夫、愛だ』                             | [ 17 ] |
| 中編ドラマ部門 男性最優秀演技賞 | キム・スヒョン                                       | 『星から来たあなた』                         | [ 17 ] |
| 中編ドラマ部門 女性最優秀演技賞 | キム・ヒエ                                           | 『密会』                                     | [ 17 ] |
| 長編ドラマ部門 男性最優秀演技賞 | チョ・ジェヒョン                                     | 『鄭道伝』                                   | [ 17 ] |
| 長編ドラマ部門 女性最優秀演技賞 | キム・ヒソン                                         | 『本当に良い時代』                           | [ 17 ] |
| 中編ドラマ部門 男性優秀演技賞   | チョンウ                                             | 『応答せよ1994』                             | [ 17 ] |
| 中編ドラマ部門 女性優秀演技賞   | パク・シネ                                           | 『相続者たち』                               | [ 17 ] |
| 長編ドラマ部門 男性優秀演技賞   | キム・ジフン                                         | 『私はチャン・ボリ!』                        | [ 17 ] |
| 長編ドラマ部門 女性優秀演技賞   | キム・オクビン                                       | 『ユナの街』                                 | [ 17 ] |
| 韓流スター賞                    | キム・スヒョン                                       | 『星から来たあなた』                         | [ 17 ] |
| 韓流スター賞                    | チョン・ジヒョン                                     | 『星から来たあなた』                         | [ 17 ] |
| 助演男優賞                      | リュ・スンス                                         | 『本当に良い時代』                           | [ 17 ] |
| 助演女優賞                      | キム・ヘウン                                         | 『密会』                                     | [ 17 ] |
| 男性新人賞                      | ディオ                                               | 『大丈夫、愛だ』                             | [ 17 ] |
| 男性新人賞                      | ソン・ホジュン                                       | 『応答せよ1994』『トロットの恋人』           | [ 17 ] |
| 女性新人賞                      | ナム・ボラ                                           | 『ずっと恋したい』『愛してもいいんじゃない』 | [ 17 ] |
| 女性新人賞                      | キム・スルギ                                         | 『恋愛の発見』                               | [ 17 ] |
| 男性子役賞                      | ユン・チャニョン                                     | 『ママ』                                     | [ 17 ] |
| 男性子役賞                      | チェ・グォンス                                       | 『本当に良い時代』                           | [ 17 ] |
| 女性子役賞                      | キム・ヒョンス                                       | 『星から来たあなた』                         | [ 17 ] |
| 女性子役賞                      | キム・ジヨン                                         | 『私はチャン・ボリ!』                        | [ 17 ] |
| 男性人気スター賞                | イ・グァンス                                         | 『大丈夫、愛だ』                             | [ 17 ] |
| 女性人気スター賞                | チン・セヨン                                         | 『ドクター異邦人』                           | [ 17 ] |
| 功労賞                          | チェ・ジンシル                                       |                                              | [ 17 ] |
| 作家賞                          | チョン・ソンジュ                                     | 『密会』                                     | [ 17 ] |
| 演出賞                          | チャン・テユ                                         | 『星から来たあなた』                         | [ 17 ] |
| 男性ベストドレッサー賞          | チ・ヒョヌ                                           | 『トロットの恋人』                           | [ 17 ] |
| 女性ベストドレッサー賞          | キム・ユリ                                           | 『太陽がいっぱい』                           | [ 17 ] |
| ベストOST賞                     | Ailee                                                |                                              | [ 17 ] |
| ベストマネージャー賞            | イ・ジンソン（キングコングエンターテインメント理事） |                                              | [ 17 ] |
| SNSウェブドラマ賞               | 『空腹な女』                                         |                                              | [ 17 ] |

### 第4回APANスターアワード
- 日時：2015年11月27日（前夜祭）、11月28日（授賞式）
- 場所：江原道原州市 原州総合体育館
- 進行：イ・フン、パク・ソヨン[18]

| 部門                            | 受賞者                                           | 作品                                                   | 参照   |
| ------------------------------- | ------------------------------------------------ | ------------------------------------------------------ | ------ |
| 大賞                            | キム・スヒョン                                   | 『プロデューサー』                                     | [ 19 ] |
| 中編ドラマ部門 男性最優秀演技賞 | イ・ソンミン                                     | 『ミセン-未生-』                                       | [ 19 ] |
| 中編ドラマ部門 女性最優秀演技賞 | キム・ヒソン                                     | 『ラブリー・アラン』                                   | [ 19 ] |
| 長編ドラマ部門 男性最優秀演技賞 | キム・サンジュン                                 | 『懲毖録』                                             | [ 19 ] |
| 長編ドラマ部門 女性最優秀演技賞 | キム・ヒョンジュ                                 | 『愛人がいます』                                       | [ 19 ] |
| 中編ドラマ部門 男性優秀演技賞   | イム・シワン                                     | 『ミセン-未生-』                                       | [ 19 ] |
| 中編ドラマ部門 女性優秀演技賞   | パク・ボヨン                                     | 『ああ、私の幽霊さま』                                 | [ 19 ] |
| 長編ドラマ部門 男性優秀演技賞   | イ・ジュン                                       | 『風の便りに聞きましたけど!?』                         | [ 19 ] |
| 長編ドラマ部門 女性優秀演技賞   | キム・ミンジョン                                 | 『客主〜商売の神〜』                                   | [ 19 ] |
| 韓流スター賞                    | イ・ドンゴン                                     |                                                        | [ 19 ] |
| 韓流スター賞                    | ホン・スア                                       |                                                        | [ 19 ] |
| 男性演技賞                      | イ・ギョンヨン                                   | 『ミセン-未生-』                                       | [ 19 ] |
| 女性演技賞                      | チェ・ジョンアン                                 | 『ヨンパリ』                                           | [ 19 ] |
| 女性演技賞                      | キル・ヘヨン                                     | 『風の便りに聞きましたけど！？』                       | [ 19 ] |
| 男性新人賞                      | ピョン・ヨハン                                   | 『ミセン-未生-』                                       | [ 19 ] |
| 男性新人賞                      | ナム・ジュヒョク                                 | 『恋するジェネレーション』                             | [ 19 ] |
| 女性新人賞                      | イム・ジヨン                                     | 『上流社会』                                           | [ 19 ] |
| 女性新人賞                      | チェ・スビン                                     | 『青い鳥の家』                                         | [ 19 ] |
| 男性子役賞                      | ナム・ダルム                                     | 『ピノキオ』                                           | [ 19 ] |
| 女性子役賞                      | カル・ソウォン                                   | 『いとしのクム・サウォル』                             | [ 19 ] |
| 男性人気スター賞                | ソン・ホジュン                                   | 『ミセス・コップ』                                     | [ 19 ] |
| 女性人気スター賞                | ユ・イニョン                                     | 『仮面』                                               | [ 19 ] |
| 功労賞                          | 『捜査班長』                                     |                                                        | [ 19 ] |
| 作家賞                          | パク・ギョンス                                   | 『パンチ ～余命6ヶ月の奇跡～』                         | [ 19 ] |
| 演出賞                          | チョ・スウォン                                   | 『ピノキオ』『君を愛した時間～ワタシとカレの恋愛白書』 | [ 19 ] |
| 男性ベストドレッサー賞          | オ・ミンソク                                     | 『キルミーヒールミー』                                 | [ 20 ] |
| 女性ベストドレッサー賞          | チェ・ヨジン                                     | 『THE LOVER』                                          | [ 20 ] |
| ベストOST賞                     | ロイ・キム                                       | 『ピノキオ』（『ピノキオ』OST）                        | [ 19 ] |
| ベストマネージャー賞            | シム・ジョンウン（シムエンターテインメント代表） |                                                        | [ 21 ] |
| SNSウェブドラマ賞               | シウミン                                         | 『恋はチャレンジ!～ドジョンに惚れる～』                | [ 19 ] |

### 第5回アジア太平洋スターアワード
- 日時：2016年10月2日
- 場所：MBC 上岩文化広場
- 進行：シン・ドンヨプ、イ・ハニ[22]

| 部門                            | 受賞者                                               | 作品                                     | 参照   |
| ------------------------------- | ---------------------------------------------------- | ---------------------------------------- | ------ |
| 大賞                            | ソン・ジュンギ                                       | 『太陽の末裔』                           | [ 22 ] |
| 長編ドラマ部門 男性最優秀演技賞 | アン・ジェウク                                       | 『ドキドキ再婚ロマンス ～子どもが5人!?』 | [ 22 ] |
| 長編ドラマ部門 女性最優秀演技賞 | キム・ソヨン                                         | 『ハッピー・レストラン～家和萬事成～』   | [ 22 ] |
| 中編ドラマ部門 男性最優秀演技賞 | チョ・ジヌン                                         | 『シグナル』                             | [ 22 ] |
| 中編ドラマ部門 女性最優秀演技賞 | ハン・ヒョジュ                                       | 『W-君と僕の世界-』                      | [ 22 ] |
| 長編ドラマ部門 男性優秀演技賞   | イ・ピルモ                                           | 『ハッピー・レストラン～家和萬事成～』   | [ 22 ] |
| 長編ドラマ部門 女性優秀演技賞   | チョン・ユミ                                         | 『六龍が飛ぶ』                           | [ 22 ] |
| 中編ドラマ部門 男性優秀演技賞   | ナムグン・ミン                                       | 『リメンバー〜記憶の彼方へ〜』           | [ 22 ] |
| 中編ドラマ部門 女性優秀演技賞   | ソ・ヒョンジン                                       | 『また!?オ・ヘヨン 〜僕が愛した未来〜』  | [ 22 ] |
| 男性演技賞                      | チン・グ                                             | 『太陽の末裔』                           | [ 22 ] |
| 男性演技賞                      | キム・ウィソン                                       | 『W-君と僕の世界-』                      | [ 22 ] |
| 女性演技賞                      | キム・ジウォン                                       | 『太陽の末裔』                           | [ 22 ] |
| 女性演技賞                      | イェ・ジウォン                                       | 『また!?オ・ヘヨン 〜僕が愛した未来〜』  | [ 22 ] |
| 男性新人賞                      | パク・ボゴム                                         | 『恋のスケッチ〜応答せよ1988〜』         | [ 22 ] |
| 男性新人賞                      | ユン・ギュンサン                                     | 『ドクターズ〜恋する気持ち〜』           | [ 22 ] |
| 女性新人賞                      | キム・ユジョン                                       | 『雲が描いた月明り』                     | [ 22 ] |
| 女性新人賞                      | ヘリ                                                 | 『恋のスケッチ〜応答せよ1988〜』         | [ 22 ] |
| ベストカップル賞                | ソン・ジュンギ＆ソン・ヘギョ                         | 『太陽の末裔』                           | [ 22 ] |
| 今年のドラマ賞                  | 『太陽の末裔』                                       |                                          | [ 22 ] |
| 演出賞                          | シン・ウォンホ                                       | 『恋のスケッチ〜応答せよ1988〜』         | [ 22 ] |
| 作家賞                          | キム・ウニ                                           | 『シグナル』                             | [ 22 ] |
| 今年の特別俳優賞                | 國村隼                                               |                                          | [ 22 ] |
| グローバルスター賞              | イ・ビョンホン                                       |                                          | [ 22 ] |
| アジア太平洋スター賞            | ソン・ジュンギ                                       |                                          | [ 22 ] |
| アジア太平洋スター賞            | キム・ヒソン                                         |                                          | [ 22 ] |
| アジア太平洋スター賞            | タナヨン・ウォンタラクン                             |                                          | [ 22 ] |
| アジア太平洋スター賞            | ジョー・タスリム                                     |                                          | [ 22 ] |
| アジア太平洋スター賞            | ジェシー・メンディオーラ                             |                                          | [ 22 ] |
| アジア太平洋スター賞            | 成宮寛貴                                             |                                          | [ 22 ] |
| アジア太平洋ライジングスター賞  | ファン・チヨル                                       |                                          | [ 22 ] |
| アジア太平洋ライジングスター賞  | 王大陸                                               |                                          | [ 23 ] |
| アジア太平洋特別賞              | ゴカン・アルカン                                     |                                          | [ 22 ] |
| アジア太平洋特別賞              | ジェイネップ・チャームズ                             |                                          | [ 22 ] |
| ベストマネージャー賞            | キム・ジョンヨン（ブロッサムエンターテイメント理事） |                                          | [ 22 ] |

### 第6回アジア太平洋スターアワード
- 日時：2018年10月13日
- 場所：慶熙大学 平和の殿堂
- 進行：キム・スンウ[24]

| 部門                            | 受賞者                                     | 作品                                       | 参照   |
| ------------------------------- | ------------------------------------------ | ------------------------------------------ | ------ |
| 大賞                            | イ・ビョンホン                             | 『ミスター・サンシャイン』                 | [ 24 ] |
| 長編ドラマ部門 男性最優秀演技賞 | イ・サンウ                                 | 『一緒に暮らしませんか?』                  | [ 24 ] |
| 長編ドラマ部門 女性最優秀演技賞 | シン・ヘソン                               | 『黄金の私の人生』                         | [ 25 ] |
| 中編ドラマ部門 男性最優秀演技賞 | パク・ソジュン                             | 『キム秘書はいったい、なぜ?』              | [ 24 ] |
| 中編ドラマ部門 女性最優秀演技賞 | イ・ジウン                                 | 『マイ・ディア・ミスター〜私のおじさん〜』 | [ 24 ] |
| 長編ドラマ部門 男性優秀演技賞   | チャン・スンジョ                           | 『カネの花～愛を閉ざした男～』             | [ 24 ] |
| 長編ドラマ部門 女性優秀演技賞   | チョ・ボア                                 | 『別れが去った～マイ・プレシャス・ワン～』 | [ 24 ] |
| 中編ドラマ部門 男性優秀演技賞   | チョン・ヘイン                             | 『よくおごってくれる綺麗なお姉さん』       | [ 24 ] |
| 中編ドラマ部門 女性優秀演技賞   | コ・アソン                                 | 『ライフ・オン・マーズ』                   | [ 24 ] |
| 男性演技賞                      | パク・ホサン                               | 『刑務所のルールブック』                   | [ 24 ] |
| 男性演技賞                      | ユ・ジェミョン                             | 『ライフ』                                 | [ 24 ] |
| 女性演技賞                      | チャン・ソヨン                             | 『よくおごってくれる綺麗なお姉さん』       | [ 24 ] |
| 女性演技賞                      | キム・ミンジョン                           | 『ミスター・サンシャイン』                 | [ 24 ] |
| 男性新人賞                      | ヤン・セジョン                             | 『愛の温度』                               | [ 24 ] |
| 男性新人賞                      | チャン・ギヨン                             | 『マイ・ディア・ミスター〜私のおじさん〜』 | [ 24 ] |
| 女性新人賞                      | ウォン・ジナ                               | 『ただ愛する仲』                           | [ 25 ] |
| 女性新人賞                      | キム・テリ                                 | 『ミスター・サンシャイン』                 | [ 24 ] |
| 今年のドラマ賞                  | 『ミスター・サンシャイン』                 |                                            | [ 24 ] |
| 演出賞                          | キム・ウォンソク                           | 『マイ・ディア・ミスター〜私のおじさん〜』 | [ 24 ] |
| 作家賞                          | イ・スヨン                                 | 『ライフ』                                 | [ 24 ] |
| グローバルスター賞              | パク・ヘジン                               |                                            | [ 24 ] |
| 男性Kスター人気賞               | チョン・ヘイン                             | 『よくおごってくれる綺麗なお姉さん』       | [ 24 ] |
| 女性Kスター人気賞               | パク・ミニョン                             | 『キム秘書はいったい、なぜ?』              | [ 24 ] |
| メイクスターOST賞               | ソン・ドンウン                             |                                            | [ 24 ] |
| ベストマネージャー賞            | ペ・ソンウン（HMエンターテインメント代表） |                                            | [ 24 ] |

### 第7回アジア太平洋スターアワード
- 日時：2021年1月23日
- 場所：慶熙大学 平和の殿堂
- 進行：キム・スンウ[26]

| 部門                              | 受賞者                                       | 作品                                     | 参照   |
| --------------------------------- | -------------------------------------------- | ---------------------------------------- | ------ |
| 大賞                              | ヒョンビン                                   | 『愛の不時着』                           | [ 26 ] |
| ミニシリーズ部門 男性最優秀演技賞 | カン・ハヌル                                 | 『椿の花咲く頃』                         | [ 26 ] |
| ミニシリーズ部門 女性最優秀演技賞 | キム・ヒソン                                 | 『アリス』                               | [ 26 ] |
| 連続ドラマ部門 男性最優秀演技賞   | イ・サンヨプ                                 | 『一度行ってきました』                   | [ 26 ] |
| 連続ドラマ部門 女性最優秀演技賞   | イ・ミンジョン                               | 『一度行ってきました』                   | [ 26 ] |
| ミニシリーズ部門 男性優秀演技賞   | パク・ヘジュン                               | 『夫婦の世界』                           | [ 26 ] |
| ミニシリーズ部門 女性優秀演技賞   | ソ・イェジ                                   | 『サイコだけど大丈夫』                   | [ 26 ] |
| 連続ドラマ部門 男性優秀演技賞     | イ・サンイ                                   | 『一度行ってきました』                   | [ 26 ] |
| 連続ドラマ部門 女性優秀演技賞     | シム・イヨン                                 | 『輝け!きらびやかなボクヒの人生』        | [ 26 ] |
| 男性演技賞                        | オ・ジョンセ                                 | 『サイコだけど大丈夫』『ストーブリーグ』 | [ 26 ] |
| 男性演技賞                        | キム・ヨンミン                               | 『夫婦の世界』『愛の不時着』             | [ 26 ] |
| 女性演技賞                        | キム・ソニョン                               | 『愛の不時着』『コンビニのセッピョル』   | [ 26 ] |
| 男性新人賞                        | チャン・ドンユン                             | 『ノクドゥ伝～花に降る月明り～』         | [ 26 ] |
| 男性新人賞                        | イ・ドヒョン                                 | 『18アゲイン』                           | [ 26 ] |
| 女性新人賞                        | チョン・ミド                                 | 『賢い医師生活』                         | [ 26 ] |
| 今年のドラマ賞                    | 『梨泰院クラス』                             |                                          | [ 26 ] |
| 演出賞                            | チャ・ヨンフン                               | 『椿の花咲く頃』                         | [ 26 ] |
| 作家賞                            | イ・シンファ                                 | 『ストーブリーグ』                       | [ 26 ] |
| ウェブドラマ賞                    | 『不良に目をつけられた時 シーズン2』         |                                          | [ 26 ] |
| 短編ドラマ賞                      | 『完全犯罪～ある老人の生き方～』             |                                          | [ 26 ] |
| KT Seeznスター賞                  | ソン・イェジン                               | 『愛の不時着』                           | [ 26 ] |
| アイドルチャンプ男性人気賞        | キム・スヒョン                               | 『サイコだけど大丈夫』                   | [ 26 ] |
| アイドルチャンプ女性人気賞        | ソ・イェジ                                   | 『サイコだけど大丈夫』                   | [ 26 ] |
| アイドルチャンプOST賞             | V                                            | 『Sweet Night』（『梨泰院クラス』OST）   | [ 26 ] |
| ベストマネージャー賞              | カン・ゴンテク（VASTエンターテイメント代表） |                                          | [ 26 ] |